# Лагуна Удс (град, Калифорния)
Лагуна Удс (на английски: Laguna Woods) е град в окръг Ориндж, щата Калифорния, САЩ.
Лагуна Удс е с население от 16507 жители (2000) и обща площ от 8,3 km². Намира се на 116 m надморска височина. ЗИП кодовете му са 92653-92654, а телефонният му код е 949.